# Episodi di Covert Affairs (prima stagione)
La prima stagione della serie televisiva Covert Affairs è stata trasmessa in prima visione assoluta negli Stati Uniti d'America dal canale via cavo USA Network dal 13 luglio al 14 settembre 2010.
In Italia la stagione è stata trasmessa in prima visione da Mya, canale pay della piattaforma Mediaset Premium, dal 22 aprile al 7 luglio 2011, mentre in chiaro è trasmessa da Italia 1 dal 30 settembre 2012.
A eccezione dell'episodio pilota, tutti i titoli originali degli episodi sono anche titoli di canzoni dei Led Zeppelin.
| nº | Titolo originale                 | Titolo italiano                | Prima TV USA      | Prima TV Italia |
| -- | -------------------------------- | ------------------------------ | ----------------- | --------------- |
| 1  | Pilot (Welcome to the CIA)       | Agente Annie Walker (1ª parte) | 13 luglio 2010    | 22 aprile 2011  |
| 1  | Pilot (Welcome to the CIA)       | Agente Annie Walker (2ª parte) | 13 luglio 2010    | 29 aprile 2011  |
| 2  | Walter's Walk                    | Messaggi in codice             | 20 luglio 2010    | 6 maggio 2011   |
| 3  | South Bound Suarez               | La madre de la Favela          | 27 luglio 2010    | 13 maggio 2011  |
| 4  | No Quarter                       | Missione in Svizzera           | 3 agosto 2010     | 20 maggio 2011  |
| 5  | In the Light                     | Trafficanti d'armi             | 10 agosto 2010    | 27 maggio 2011  |
| 6  | Houses of the Holy               | Tradimento                     | 17 agosto 2010    | 3 giugno 2011   |
| 7  | Communication Breakdown          | Attacco cibernetico            | 24 agosto 2010    | 10 giugno 2011  |
| 8  | What Is and What Should Never Be | Arte americana                 | 31 agosto 2010    | 17 giugno 2011  |
| 9  | Fool in the Rain                 | L'iraniano                     | 7 settembre 2010  | 24 giugno 2011  |
| 10 | I Can't Quit You Baby            | Traffico di diamanti           | 14 settembre 2010 | 1º luglio 2011  |
| 11 | When the Levee Breaks            | Il mio nome è Ben Mercer       | 14 settembre 2010 | 7 luglio 2011   |

## Agente Annie Walker

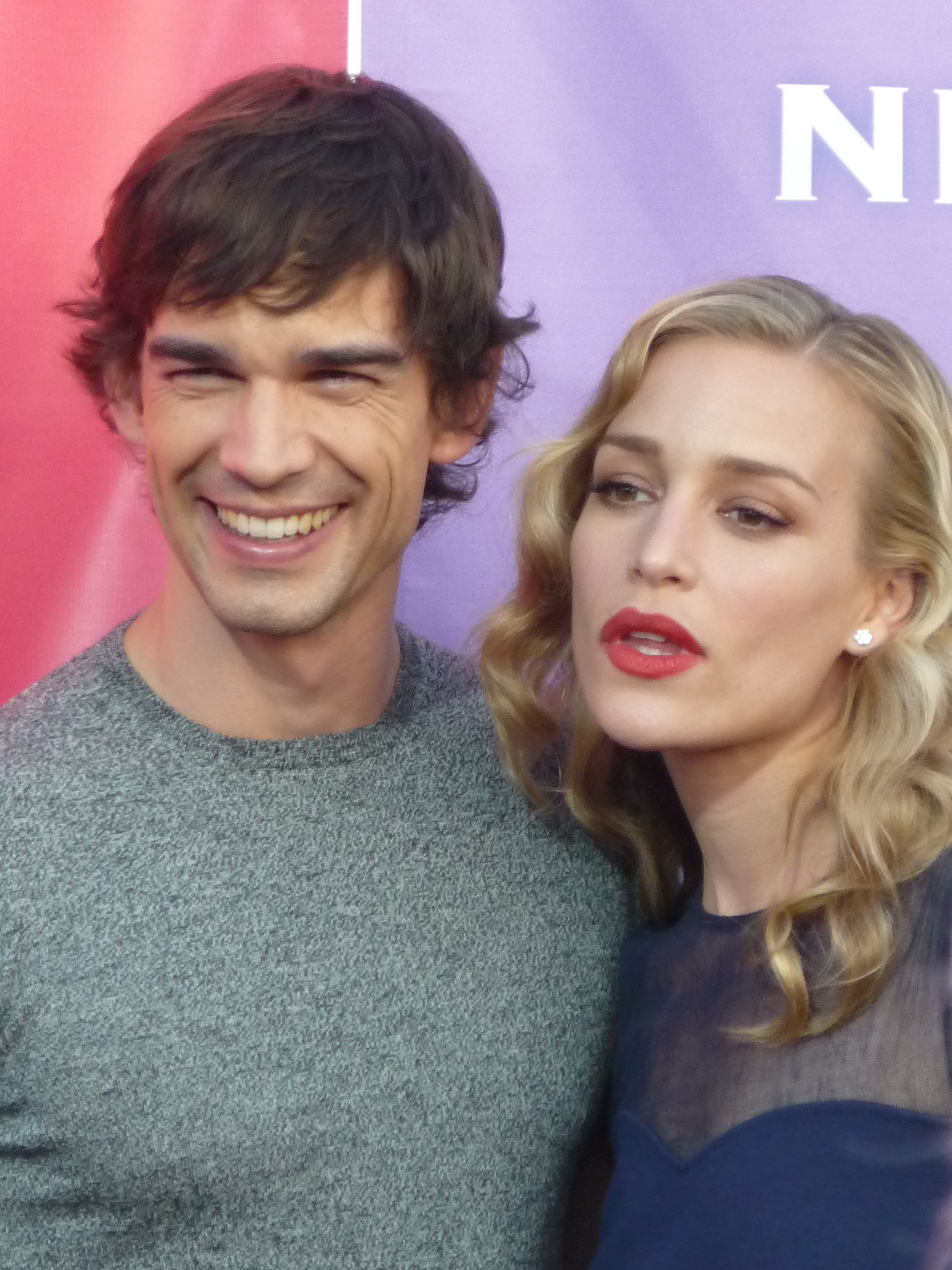
Christopher Gorham e Piper Perabo, protagonisti della serie nei panni di Auggie Anderson e Annie Walker.

- Titolo originale: Pilot (Welcome to the CIA)
- Diretto da: Tim Matheson
- Scritto da: Matt Corman e Chris Ord

### Trama
Al suo primo giorno alla CIA in qualità di tirocinante, Annie viene subito mandata in missione dalla sua nuova divisione Protezione Nazionale: il suo compito è portare a termine uno scambio di informazioni con una spia russa che sta soggiornando in un hotel di Washington ma al momento dello scambio, l'informatore viene però ucciso da un misterioso cecchino. Annie scopre che la spia morta non era chi aveva detto di essere e così inizia a indagare in proprio con l'aiuto di Auggie Anderson, disobbedendo agli ordini del suo capo Joan Campbell. La teoria di Annie si rivela vera: infatti la vera spia russa emerge dall'ombra per ucciderla, ma prima che ciò accada il suo ex ragazzo Ben Mercer, l'uomo ricercato da tutta l'agenzia, la salva eliminando l'uomo mentre lei non è così sicura di averlo rivisto.
- Ascolti USA: telespettatori 4 880 000[5]
- L'episodio ha una durata di 75 minuti.
- Nella prima visione in lingua italiana l'episodio è stato diviso in due parti.

## Messaggi in codice
- Titolo originale: Walter's Walk
- Diretto da: Félix Alcalá
- Scritto da: Matt Corman e Chris Ord

### Trama
Ad Annie viene assegnato il poco piacevole compito di sbrigare alcuni colloqui con dei presunti informatori, in realtà quasi tutti dei millantatori ma tra di loro c'è tuttavia una madre col figlio: quest'ultimo, con la sua intelligenza, è riuscito a decifrare degli importanti dati su un possibile attentato sul suolo americano e per questo è in pericolo di vita. Annie viene assegnata al caso assieme a un agente dell'MI6 ma presto la ragazza capisce che il collega inglese è in realtà una spia doppiogiochista al soldo dell’IRA col compito di uccidere il bambino.
- Ascolti USA: telespettatori 5 210 000[6][7]

## La madre de la Favela
- Titolo originale: South Bound Suarez
- Diretto da: John Kretchmer
- Scritto da: James Parriott

### Trama
La missione di Annie è quella di avvicinare un ragazzo venezuelano, a Washington per un periodo di studi alla Georgetown University, la cui sorella è legata sentimentalmente a uno spietato agente corrotto del loro governo. Annie si reca pertanto in Venezuela per convincere la donna a collaborare con la CIA e, dopo essere sfuggiti alla vendetta dell'uomo, riesce a portarli in salvo negli Stati Uniti.
- Guest star: Michael Steger (Diego Suarez), Lana Parrilla (Julia Suarez)
- Ascolti USA: telespettatori 4 830 000[8]

## Missione in Svizzera
- Titolo originale: No Quarter
- Diretto da: Allan Kroeker
- Scritto da: Stephen Hootstein

### Trama
Dopo che Annie fallisce uno scambio di informazioni a Zurigo, la ragazza si trova in fuga dalle autorità svizzere e si imbatte in Eyal, un agente del Mossad con il quale doveva portare a termine la missione all'interno di una casa sicura. Le due spie si ritrovano così a collaborare insieme per concludere la missione e ritornare a casa sani e salvi quando scoprono che un altro agente israeliano sta cercando di rubare le informazioni e incastrarli entrambi (nonostante Eyal non apprezzi affatto l'inesperienza dei giovani agenti poi si ritrova invece a dover riconoscere con riluttanza le abilità sul campo di Annie). Intanto, a Langley è in corso un'indagine interna su delle continue fughe di informazioni che finiscono regolarmente negli articoli della giornalista Liza Hearn e nella quale anche Auggie finisce tra i sospettati.
- Ascolti USA: telespettatori 5 300 000[9]

## Trafficanti d'armi
- Titolo originale: In the Light
- Diretto da: Jonathan Glassner
- Scritto da: Meredith Lavender e Marcie Ulin

### Trama
La CIA riceve una soffiata circa una spedizione legata a un traffico d'armi proveniente da una nave cargo salpata da Johannesburg e dunque Joan manda subito Annie a cercare Christopher McAuley, un ex agente operativo di stanza in Africa orientale da tempo ritiratosi, dal quale farsi aiutare a catturare il trafficante sudanese responsabile. L’uomo però nutre ancora molti rancori nei confronti dell'agenzia, a causa dell’uccisione in missione della sua ex fidanzata, e inizialmente non si dimostra per nulla collaborativo salvo poi cambiare idea per potersi vendicare. Annie e Jai Wilcox pedinano McAuley fino al porto di Brooklyn per fermarlo ma il grande amore di Annie degli ultimi due anni riappare improvvisamente, uccidendo il trafficante nonché ex informatore doppiogiochista al soldo della CIA stessa.
- Guest star: Eriq La Salle (Christopher McAuley)
- Ascolti USA: telespettatori 5 170 000[10]

## Tradimento
- Titolo originale: Houses of the Holy
- Diretto da: Alex Chapple
- Scritto da: Dana Calvo

### Trama
Annie è incaricata di indagare su delle fughe di notizie all'interno del Senato riguardo a missioni clandestine attivate con l’ausilio di forze speciali e droni armati ma presto scopre che gli iniziali sospetti della CIA su di un senatore erano sbagliati e che bisogna invece indagare sulla moglie, che vuole far ricadere la colpa sull’avvenente capo staff. Nel frattempo, Auggie si trova a lavorare "in prestito" a un'altra sezione dell'agenzia legata alle Operazioni Speciali mentre la stessa Annie sospetta che sua sorella Danielle sia stata tradita dal marito (quando invece egli ha perso il lavoro e si sta accontentando di fare consulenze).
- Ascolti USA: telespettatori 5 360 000[11]

## Attacco cibernetico
- Titolo originale: Communication Breakdown
- Diretto da: Kate Woods
- Scritto da: Matthew Lau

### Trama
Un misterioso hacker riesce a bloccare l’intero sistema di comunicazioni di Washington e quando la CIA scopre che l'hacker altri non è che un'ex ragazza di Auggie di nazionalità russa, quest’ultimo viene mandato assieme ad Annie a una conferenza informatica in città per negoziare con Natasha un accordo di consulenza e riprendersi i codici sorgente. Auggie deve allora sfruttare il loro passato comune per cercare di fermare l’attacco cibernetico e salvarla dalla mafia russa che è sulle sue tracce mentre Annie scopre con grande sorpresa che egli ha instaurato una relazione con la giornalista Liza Hearn all’insaputa dell’agenzia. Sul treno per il Canada, Annie e Jai rintracciano finalmente Auggie mentre Natasha, inseguita dall’FBI e dalla polizia, riesce a fuggire dopo avergli consegnato tutte le informazioni in suo possesso.
- Ascolti USA: telespettatori 5 870 000[12]

## Arte americana
- Titolo originale: What Is and What Should Never Be
- Diretto da: Rod Hardy
- Scritto da: Brett Conrad

### Trama
Annie viene ritrovata incosciente in una scena del crimine con quattro cadaveri presso un deposito e pertanto arrestata dall’FBI. Una volta sotto custodia racconta a Joan, fintasi il suo avvocato di fiducia, di essere stata testimone di un acquisto molto sospetto di un dipinto durante un’asta di opere d'arte a Washington. Mentre cercava di rintracciare i compratori e dopo una cena informale in famiglia assieme a Jai, era anche ricomparso improvvisamente nella sua vita Ben Mercer. Quest’ultimo le aveva spiegato che, non dovendosi fidare della CIA, il quadro poteva essere rintracciato tramite la direttrice della casa d’aste per poter risalire a dei trafficanti di armi che volevano impossessarsi di alcuni schemi di controllo missilistico russi nascosti nell’imballaggio. Joan, che viene a sapere da Jai che si era incontrata con Ben, riesce a ottenere il suo rilascio a condizione che collabori con l’agente federale Vincent Rossabi alle indagini. Tuttavia, dopo averli rintracciati di sua iniziativa fino a un porto dell’area metropolitana grazie a una traccia lasciatale da Ben, Annie riesce comunque a completare la missione con successo.
- Ascolti USA: telespettatori 5 260 000[13]

## L'iraniano
- Titolo originale: Fool in the Rain
- Diretto da: Vincent Misiano
- Scritto da: Stephen Hootstein

### Trama
Un delegato iraniano al commercio scappa dalla sua delegazione durante un summit internazionale a Toronto e contatta la CIA proponendogli un accordo: è disposto a cedere all'agenzia progetti segreti rubati all'intelligence del suo Paese in cambio della protezione e dell’asilo politico negli Stati Uniti. Annie, in vacanza con la sorella Danielle alle vicine cascate del Niagara, viene mandata sul posto per incontrare l'uomo e valutarne l'attendibilità ma nel frattempo anche gli uomini della sicurezza iraniana sono sulle tracce del disertore e Annie si ritrova pertanto a dovergli salvare la vita. Intanto la relazione di Auggie con Liza Hearn viene scoperta da Arthur Campbell, che lo invita a usarla come risorsa fornendole delle false informazioni in modo da poter risalire alla vera fonte della fuga di notizie all’interno dell’agenzia.
- Ascolti USA: telespettatori 5 400 000[14]

## Traffico di diamanti
- Titolo originale: I Can't Quit You Baby
- Diretto da: Ken Girotti
- Scritto da: James Parriott

### Trama
In seguito all’arresto presso la dogana dell’aeroporto di New York di un trafficante di diamanti grezzi provenienti dall’Angola, Annie riceve l'incarico di recarsi a Londra assieme a Jai. Lo scopo è quello di fingersi una malata di ludopatia, indebitarsi e, per questo, entrare, sfruttando una funzionaria dell'ambasciata americana ricattata, come corriere nell’organizzazione capeggiata da una mercenaria turca. La copertura tuttavia va a monte quando Annie si preoccupa di salvare la funzionaria non appena capisce che l’organizzazione vuole eliminarla per essersi bruciata ma l’intervento provvidenziale della squadra di Jai riesce a risolvere la situazione. Intanto a Langley, Arthur e Joan richiamano Henry Wilcox per aiutarli nella gestione della missione ma l'ex direttore del Clandestine Service finisce per creare molte frizioni nella catena di comando dell'agenzia.
- Ascolti USA: telespettatori 4 590 000[15]

## Il mio nome è Ben Mercer
- Titolo originale: When the Levee Breaks
- Diretto da: Allan Kroeker
- Scritto da: Matt Corman e Chris Ord

### Trama
Ben Mercer si consegna al quartier generale della CIA dove ha modo di confrontarsi con Annie sul loro passato ma insieme vengono subito inviati dall'agenzia a Colombo per liberare con l'aiuto di Jai, ovvero il vecchio responsabile di Ben di stanza nello Sri Lanka, un importante scienziato rapito a Hong Kong da un criminale di nome Felix Artigas per poter fabbricare armi chimiche. Dopo aver incontrato un intermediario soprannominato Lone Star che viene assassinato con del tè avvelenato, vengono inseguiti dagli uomini di Artigas e, dopo essersi liberati di loro, riescono a identificare il suo nascondiglio in cima a un fatiscente grattacielo. Una volta sgominata l’organizzazione, essi vengono recuperati assieme alla risorsa da un elicottero sul tetto ma Ben rimane gravemente ferito durante l’estrazione. Nel frattempo, si scopre finalmente che la fonte degli articoli di Liza Hearn non è altri che lo stesso Henry Wilcox mentre proprio a causa di tale fuga di notizie, a Joan viene ufficiosamente proposto di sostituire suo marito Arthur sulla poltrona di Direttore delle attività clandestine ma alla fine decide di aiutarlo affidandosi a un famoso avvocato per affrontare un'indagine interna.
- Ascolti USA: telespettatori 5 230 000[15]